# Wratschesch-Gletscher
Der Wratschesch-Gletscher (bulgarisch педник Врачеш lednik Wratschesch) ist ein 10,3 km langer und 2,7 km breiter Gletscher an der Nordenskjöld-Küste des Grahamlands auf der Antarktischen Halbinsel. Von den südöstlichen Hängen des Detroit-Plateau fließt er in zunächst südwestlicher und südlich des Papija-Nunatak dann östlicher Richtung zur Desislava Cove.
Britische Wissenschaftler kartierten ihn 1978. Die bulgarische Kommission für Antarktische Geographische Namen benannte ihn 2013 nach der Ortschaft Wratschesch im Westen Bulgariens.